# A. Breeze Harper
Amie "Breeze" Harper je afroamerická feministická a antirasistická aktivistka a autorka několika knih a výzkumů na téma veganství a rasy. Je známá především svou antologií Sistah Vegan, ve které shromáždila vyprávění o zkušenostech černých veganek.

## Život
Breeze Harper získala bakalářský titul z kulturní geografie na Dartmouth College roku 1998, ale až během studia na Harvardově univerzitě se začala zajímat o veganství. Magisterský titul získala z vzdělávacích technologií se zaměřením na prožívání kyberprostoru u menšin. Doktorát z kulturní geografie se zaměřením na rasovou a genderovou inkluzi a stravu, rovnost a diverzitu získala na Kalifornské univerzitě v Davisu. Svůj zájem o veganství přičítá vlivu knihy Dicka Gregoryho Černý hlad (Black Hunger), která se zabývala souvislostí mezi stravou a snahou o osvobození marginalizovaných skupin. Dále na ni měla vliv také afrocentrická raw veganka, léčitelka a expertka na wellness, Queen Afua. Roku 2005 se Harper stala vegankou, protože cítila, že je veganství v souladu s jejím vnímáním sociální a environmentální spravedlnosti. Začala dělat průzkumy mezi vegankami v afroamerické diaspoře a roku 2007 je publikovala jako knihu Sistah Vegan! Black Women, Food, Health, and Society.
Roku 2015 Harper zorganizovala konferenci The Vegan Praxis of Black Lives Matters, kde se probíraly intersekcionální problémy spojené s veganstvím a hnutím Black Lives Matter. Roku 2016 byla kandidátkou na viceprezidentku Spojených států za veganskou stranu Humane Party. Se svým manželem Oliverem Zahnem má čtyři děti.

## Publikace

### Sistah Vegan
Antologie Sistah Vegan! Black Women, Food, Health, and Society (sistah je v angličtině alternativní psaní slova sister – sestra) vznikla z průzkumů mezi vegankami afroamerické diaspory. Jedná se o sbírku kritických esejí, příběhů a básní veganek z africké diaspory. Harper se také zajímá o to, jakým způsobem tyto veganky používají kyberprostor k aktivismu za zdraví, o jejich filosofii, o jejich zkušenosti s rasismem a klasizmem nebo názory na kulturní apropriaci.
Většina dotázaných se k veganství dostala přes zdravotní perspektivu: měli totiž nějaké zdravotní problémy jako např. diabetes. Mnozí viděli spojení mezi svým poškozeným zdravím a rasismem a klasizmem a pak si začali uvědomovat spojení s útlakem mimolidských zvířat. Podle Harper je tedy zdravotní aspekt to, na co by se měly organizace za práva zvířat zaměřit, pokud jsou cílovou skupinou afroamerické komunity. Harper vysvětluje, že argumentovat pomocí paralel s otroctvím, zatímco se těšíte bílému privilegiu, může být problematické – a je třeba postupovat opatrně, aby se nejednalo o apropriaci.
Kolektiv více než 30 přispěvatelek (patří mezi ně např. profesorka sociologie a sociální práce Michelle Loyd Paige, aktivistka Ain Drew, lektorka ženských studií Layli Phillips, herečka Delicia Dunham a další) dekolonizuje svá těla a mysli pomocí celistvé veganské stravy. Píšou o jídle, ekologické udržitelnosti, zdraví, právech zvířat, speciesismu, rodičovství, sociální spravedlnosti, spiritualitě, péči o vlasy, genderu, ženství i sexu. Vybízí k zamyšlení nad environmentálním rasismem, devastací životního prostředí a sociální nespravedlností.

### Brotha Vegan
Deset let po vydání Sistah Vegan vyšla druhá kniha: Brotha Vegan (brotha je alternativní podoba slova brother – bratr). V ní jsou popsány zkušenosti černých veganů – mužů. Mezi přispěvatele patří správce Brooklynu Eric Adams, Doc (ze skupiny Hip Hop is Green), kuchař Bryant Terry, lékaři Anteneh Roba a Milton Mills, DJ Cavem, Stic of Dead Prez, Kimatni Rawlins a další. Píšou o svých zkušenostech týkajících se veganství, otcovství, politiky, sexuality, genderu, zdraví, populární kultury, jídla, obhajoby práv zvířat, ekologie apod. Vyjadřují se také k tomu, jakým způsobem je veganství vyjadřováno v afroamerické komunitě. Editorem knihy je Omowale Adewale – pořadatel Černého VegFestu (Black VegFest), certifikovaný výživový poradce a kouč boxu, dvojnásobný mistr v boxu.

### Další
Harper je autorkou řady dalších publikací a studií, jako např. Scars: A Black Lesbian Experience in Rural White New England, kde píše o problémech heteronormativity nebo článek Race as a “Feeble Matter” in Veganism: Interrogating Whiteness, Geopolitical Privilege, and Consumption Philosophy of “Cruelty-Free” Products, ve kterém kritizuje to, že hnutí za práva zvířat nevěnuje dostatečnou pozornost tematice rasy.